# 동해시·삼척군
동해시·삼척군은 대한민국의 옛 국회의원 선거구이다. 당시 강원도 동해시, 삼척군 지역을 관할했다.

## 역사
1980년 4월 1일, 명주군 묵호읍과 삼척군 북평읍이 동해시로 승격되었다. 이에 제11대 국회의원 선거를 앞두고 기존의 강릉시·명주군·삼척군 선거구에서 삼척군과 동해시가 분리되어 동해시·삼척군 선거구를 이루게 됨에 따라 신설되었다.
1981년 7월 1일, 삼척군 황지읍, 장성읍이 태백시로 승격되었다. 이에 제12대 국회의원 선거를 앞두고 동해시·삼척군 선거구가 동해시·태백시·삼척군 선거구로 개편되었다.

## 역대 국회의원
| 선거   | 정당 | 정당       | 1위 의원 | 정당 | 정당       | 2위 의원 |
| ------ | ---- | ---------- | -------- | ---- | ---------- | -------- |
| 1981년 |      | 민주정의당 | 김정남   |      | 민주한국당 | 이관형   |

## 역대 선거 결과

### 대한민국 제11대 국회의원 선거
|  | 43.30% |

|  | 35.12% |

|  | 17.56% |

|  | 4.00% |